# Los Altos (Kalifornia)
Los Altos – miasto w hrabstwie Santa Clara, w Kalifornii, w Stanach Zjednoczonych, położone ok. 20 km na zachód od San Jose i ok. 50 km na południowy wschód od San Francisco. W 2010 roku miasto liczyło 28 976 mieszkańców.

## Miasta partnerskie
- Bendigo, Australia
- Syktywkar, Rosja
- Shilin, Republika Chińska
- Rustington, Wielka Brytania